# 千堂陸軍墓地
千堂陸軍墓地（せんどうりくぐんぼち）は、北九州市小倉北区にあった旧大日本帝国陸軍墓地である。

## 概要
- 企救郡篠崎村字千堂山（現在の北九州市小倉北区新高田）に設けられた旧陸軍墓地。
- 日露戦争で戦死した小倉第12師団など明治以降の戦没者が埋葬されていた[1]が、1942年に平和公園（小倉陸軍墓地）に移設された（遺骨は遺族に返されている[2]）。
- 跡地には、1954年に北九州市立南小倉小学校が建てられており、一部史跡が現存している。

## 関連史跡
- 常陸丸記念碑
  - 常陸丸事件を慰霊するため、1905年（明治38年）11月、小倉第12師団の人たちや街の人たちがお金を出し合ったもの[3]。南小倉小学校敷地内にある。遺族の立てたものは、東京、現在の靖国神社内にある。

- ロシア兵の墓石2基
  - 陸軍墓地が移設された後も日露戦争のときに捕虜になったロシア人兵の墓石が残されていたが、鉄道破産で向かいにある普門寺（福岡県北九州市小倉北区木町3-16-3）に移された。当時の住職によると「小学校開校時、現在の運動場の片隅に、ロシア人の基石が放置されていたものを学校側より相談を受け寺に移し無縁墓と一緒に寄せ基としてまとめた」[4]とのこと。その後、現住職により、納骨堂に収められている[5]。

## 参照
- 「JACAR(アジア歴史資料センター)Ref.C04026787400、「大日記 官省使庁府県送達 8月土 陸軍省第1局」(防衛省防衛研究所)」- 内務へ豊前国篠崎村地所の義照会（明治9年8月）
- 「JACAR(アジア歴史資料センター)Ref.C04026840100、「大日記 送達の部 11月土 陸軍省第1局」(防衛省防衛研究所)」 - 「正院へ小倉火薬庫並埋葬地御渡伺」（明治9年11月）
- 「JACAR(アジア歴史資料センター)Ref.C04027415800、「大日記 砲兵工兵方面 5月木 陸軍省第1局」(防衛省防衛研究所)- 「6方より小倉火薬庫地並埋葬地買上入費伺」（明治10年5月）